# Дипломатическая переписка
Дипломати́ческая перепи́ска — совокупность различных видов корреспонденции и документации дипломатического характера, посредством которой осуществляются отношения между государствами.

## История
Древнейшей, дошедшей до нас дипломатической перепиской, ярко изображающей существовавшие в XIV столетии до христианской эры международные отношения могут быть названы Эль-амарнские письма. 

## Вербальная нота
Наиболее распространённый вид. Она может касаться важных, принципиальных вопросов, равно как и рутинных. Содержит различного рода информацию (изменения в дипломатическом персонале), просьбы (выдать визу, решить какой-либо вопрос), может выражать недовольство или вновь привлечь внимание к вопросу. Печатается на нотном бланке с гербом, ставятся индекс и номер ноты. Ноты отправляются адресату от имени МИДа или посольства в 3-м лице (с датой, адресом получателя и печатью вместо подписи) и не подписываются. Текст состоит из трёх частей: 1) вступительный комплимент; 2) содержание ноты; 3) заключительный комплимент.

## Личная нота
Пишется на нотном бланке, но исполняется от первого лица с подписью, индекса и номера не ставится, печати нет. Посылается по вопросам важного и принципиального значения, с информацией об изменении названия государства, по вопросу о двусторонних отношениях, а также личные ноты коллегам по дип корпусу или МИДа об отпуске, вручении верительных грамот, временном отъезде и назначении временного поверенного в делах; по протокольным вопросам, поздравления, соболезнования. Посылается только курьером.

## Меморандум
Меморандум содержит фактическую или юридическую сторону какой-либо проблемы и может представлять собой изложение позиции государства, её анализ ситуации — тогда, когда это надо сделать явно официально. Вручается лично (ставится дата и место, печатается на бланке) или пересылается с нотой (без даты и места, на бумаге). Не содержит ни вступления, ни заключения, но есть заголовок «Меморандум правительства РФ по вопросу о…». Печать не ставится.

## Памятная записка
Вручается: 1) лично после устного заявления и просьбы (чтобы усилить её значение, предупредить неправильное толкование) или как ответ на просьбу, 2) с курьером, вместе с визиткой или другой нотой. Составляется, как правило, безлично, не содержит ни вступления, ни заключения, но есть заголовок «Личная записка», не подписывается, без печати, ставится дата и место. Преимущественно по повседневным вопросам.

## Частное письмо
Личное письмо используют для отношений с деятелями культуры, деловых кругов, общественных организаций, политиками тогда, когда отправление другой ноты не диктуется необходимостью. Это может быть сопроводительное письмо, выражать благодарность, поздравления, личные приглашение или просьбу и т. д. Но в любом случае подчёркивается личный характер письма — по частному событию. Пишется либо на личном бланке отправителя, либо на хорошей бумаге. Обращение «Уважаемый г-н». Комплимент «С уважением», «прошу принять мои уверения в весьма высоком к Вам уважении». Зависит от положения адресата и степени отношений с ним. Предпочтительнее писать и подписать от руки. Адрес пишется на конверте. Ставятся место и дата (вверху справа, иногда внизу) и иногда положение отправителя (вверху слева если личный бланк, или снизу справа после подписи).

## Заявления
Носят более значительную смысловую нагрузку, чем меморандумы и могут содержать реакцию государства на событие или предупреждение.

## Перехват дипломатической корреспонденции
Противоправное действие, нарушающее международное и, как правило, национальное законодательство. Однако история дипломатической деятельности показывает, что перехват, перлюстрация, прочтение, копирование, а иногда и уничтожение или подмена дипломатической корреспонденции нелегально (тайно) осуществляются с целью получения разведывательной информации. В ряде стран существовали или продолжают существовать так называемые Службы чёрных кабинетов, которые тайно перехватывают и вскрывают дипломатическую переписку. Такие действия относят к нелегальной дипломатической разведке.
Для защиты тайны дипломатической переписки существуют национальные институты или службы дипломатических курьеров, которые обладают дипломатическим иммунитетом, специально обучены, вооружены и оснащены для доставки дипломатической корреспонденции. Деятельность дипломатических курьеров регулируется международным законодательством или двусторонними межгосударственными соглашениями.

## Дипломатическая переписка в искусстве

### Кинематограф
- Красные дипкурьеры. Художественный фильм. 1977. СССР.